# Selecció femenina de futbol d'Itàlia
La selecció femenina de futbol d'Itàlia representa a Itàlia a les competicions de seleccions femenines de futbol.
Als anys noranta va ser quartfinalista del Mundial al 1991 i subcampiona de l'Eurocopa al 1993 i 1997. Després de la seva segona participació al 1999 no ha tornat a classificar-se per al Mundial, però ha sigut jugant les fases finals de l'Eurocopa, on ha caigut sovint als quarts de final.

## Històric
¹ Fase de grups. Selecció eliminada mitjor possicionada en cas de classificació, o selecció classifica pitjor possicionada en cas d'eliminació.
| JOCS OLÍMPICS | JOCS OLÍMPICS    | JOCS OLÍMPICS | JOCS OLÍMPICS | JOCS OLÍMPICS    | JOCS OLÍMPICS    | JOCS OLÍMPICS   | JOCS OLÍMPICS | JOCS OLÍMPICS  | JOCS OLÍMPICS |
| Edició        | Classificació    | Classificació | Classificació | Fase final       | Fase final       | Fase final      | Fase final    | Fase final     |               |
| Edició        | Fase regular     | Play-offs     | Play-offs     | Setzens de final | Vuitens de final | Quarts de final | Semifinals    | Final / Bronze |               |
| ------------- | ---------------- | ------------- | ------------- | ---------------- | ---------------- | --------------- | ------------- | -------------- | ------------- |
| 1996          | Mundial 1995     |               |               |                  |                  |                 |               |                |               |
| 2000          | Mundial 1999     |               |               |                  |                  |                 |               |                |               |
| 2004          | Mundial 2003     |               |               |                  |                  |                 |               |                |               |
| 2008          | Mundial 2007     |               |               |                  |                  |                 |               |                |               |
| 2012          | Mundial 2011     |               |               |                  |                  |                 |               |                |               |
| 2016          | Mundial 2015     |               |               |                  |                  |                 |               |                |               |
| MUNDIAL       |                  |               |               |                  |                  |                 |               |                |               |
| Edició        | Classificació    | Classificació | Classificació | Fase final       | Fase final       | Fase final      | Fase final    | Fase final     |               |
| Edició        | Fase regular     | Play-offs     | Play-offs     | Setzens de final | Vuitens de final | Quarts de final | Semifinals    | Final / Bronze |               |
| 1991          | Eurocopa 1991    |               |               | Nigèria ¹        | Noruega          |                 |               |                |               |
| 1995          | Eurocopa 1995    |               |               |                  |                  |                 |               |                |               |
| 1999          | França ¹         |               |               | Alemanya ¹       |                  |                 |               |                |               |
| 2003          | Islàndia ¹       |               |               |                  |                  |                 |               |                |               |
| 2007          | Noruega ¹        |               |               |                  |                  |                 |               |                |               |
| 2011          | Finlàndia ¹      | Suïssa        | Estats Units  |                  |                  |                 |               |                |               |
| 2015          | Txèquia ¹        | Països Baixos |               |                  |                  |                 |               |                |               |
| 2019          |                  |               |               |                  |                  |                 |               |                |               |
| EUROCOPA      |                  |               |               |                  |                  |                 |               |                |               |
| Edició        | Classificació    | Classificació | Classificació | Fase final       | Fase final       | Fase final      | Fase final    | Fase final     |               |
| Edició        | Fase regular     | Play-offs     | Play-offs     | Setzens de final | Vuitens de final | Quarts de final | Semifinals    | Final / Bronze |               |
| 1984          | França ¹         |               |               |                  |                  |                 | Suècia        |                |               |
| 1987          | Hongria ¹        |               |               |                  |                  |                 | Noruega       | Anglaterra     |               |
| 1989          | Hongria ¹        | França        |               |                  |                  |                 | Alemanya      | Suècia         |               |
| 1991          | Suïssa ¹         | Suècia        |               |                  |                  |                 | Alemanya      | Dinamarca      |               |
| 1993          | Txecoslovàquia ¹ | Anglaterra    |               |                  |                  |                 | Alemanya      | Noruega        |               |
| 1995          | França ¹         | Noruega       |               |                  |                  |                 |               |                |               |
| 1997          | Croàcia ¹        |               |               |                  |                  | Noruega ¹       | Espanya       | Alemanya       |               |
| 2001          | Islàndia ¹       | Portugal      |               |                  |                  | Noruega ¹       |               |                |               |
| 2005          | Suïssa ¹         | Txèquia       |               |                  |                  | Noruega ¹       |               |                |               |
| 2009          | Romania ¹        | Txèquia       |               |                  | Rússia ¹         | Alemanya        |               |                |               |
| 2013          | Polònia ¹        |               |               |                  | Finlàndia ¹      | Alemanya        |               |                |               |
| 2017          |                  |               |               |                  |                  |                 |               |                |               |